# Ragazzo americano
Ragazzo americano (American Boy: A Profile of Steven Prince) è un film documentario del 1978 diretto da Martin Scorsese.

## Trama
L'esperienza di vita vissuta di Steven Prince, tossicodipendente e piccolo malvivente, amico del regista, che ha avuto una piccola parte nel film Taxi Driver, dove interpretava il venditore di armi. La descrizione di un’iniezione di adrenalina al cuore di una ragazza in overdose da eroina, in casa di uno spacciatore, è stata riutilizzata da Quentin Tarantino nel film Pulp Fiction.